# Janina Kurkowska
Janina Kurkowska-Spychajowa, född 8 februari 1901 i Starosielce, död 6 juni 1979, var en polsk bågskytt.
Med fem världsmästartitlar i den individuella tävlingen i världsmästerskapen i bågskytte (1933, 1934, 1936, 1939 och 1947) är Kurkowska den mest framgångsrika bågskytten genom tiderna i världsmästerskapen i bågskytte.